# Federacja Kościołów Zielonoświątkowych
Federacja Kościołów Zielonoświątkowych (ściślej: Federacja Wolnokościelnych Zborów Pięćdziesiątnicy; niem. Bund Freikirchlicher Pfingstgemeinden) – stowarzyszenie wolnych zborów ewangelicznych o charakterze zielonoświątkowym w Niemczech, które jest częścią Światowej Wspólnoty Zborów Bożych. Jest to największa denominacja zielonoświątkowa w Niemczech licząca w 2022 roku 117 453 wiernych (w tym 64 807 ochrzczonych  członków). Ruch zielonoświątkowy pojawił się w Niemczech w latach 1906–1908, m.in. za sprawą pastora Jonathana Paula, a BFP zostało założone w 1954 roku jako Stowarzyszenie Zborów Chrześcijańskich w Niemczech. W 1982 roku Kościół zmienił nazwę na obecną.

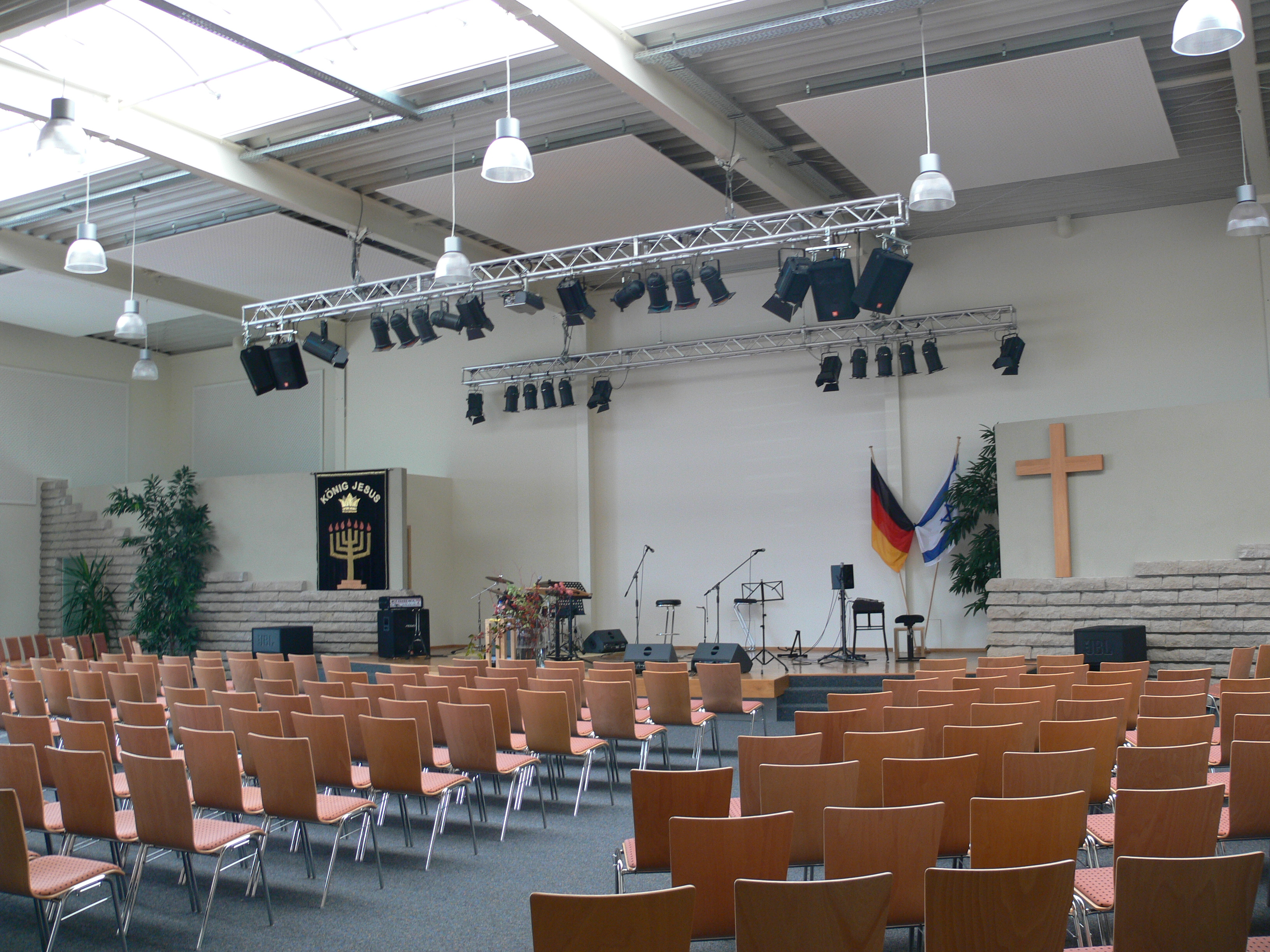
Budynek od wewnątrz zboru w Ravensburgu.

Początki ruchu zielonoświątkowego Niemczech sięgają 1905 roku, kiedy grupa luterańskich pietystów z Ruchu Społecznościowego doświadczyła chrztu w Duchu Świętym. Przebudzenie do którego doszło w Mülheim w Zagłębiu Ruhry, spowodowało 3000 nawróceń w ciągu sześciu tygodni. W 1909 r. pojawiła się opozycja, kiedy tradycyjni luterańscy pietyści podpisali Deklarację berlińską odrzucając pentekostalizm.